# Lista de temporadas de furacões no Pacífico

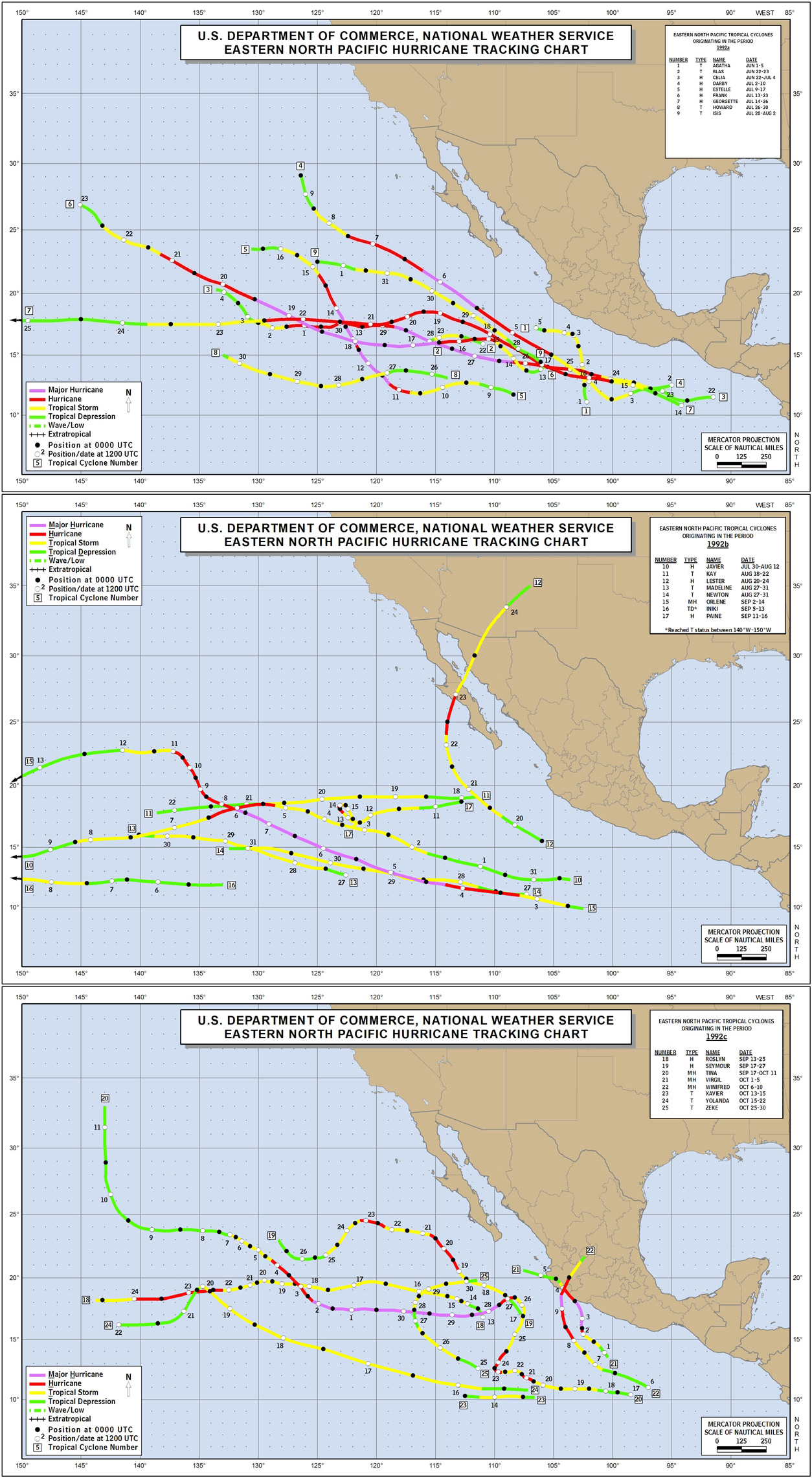
Mapa de trajetórias dos sistemas tropicais da temporada de furacões no Pacífico de 1992, a mais ativa temporada de furacões no Pacífico da história

A temporada de furacões no Pacífico é um período de cada ano quando ciclones tropicais (neste caso furacões) se formam normalmente no Oceano Pacífico nordeste, a leste da Linha Internacional de Data e ao norte da linha do Equador. A temporada de furacões no Pacífico a leste do meridiano 140°O começa oficialmente em 15 de Maio enquanto a temporada de furacões no Pacífico centro-norte, entre a Linha Internacional de Data e o meridiano 140°O começa em 1 de Junho de cada ano. Ambos terminam em 30 de Novembro de cada ano. . Os sistemas tropicais no Pacífico nordeste, a leste do meridiano 140°O são monitorados pelo Centro Meteorológico Regional Especializado de Miami, Estados Unidos, controlado pelo Centro Nacional de Furacões, enquanto que o Pacífico centro-norte, entre a Linha Internacional de Data e o meridiano 140°O, é monitorado pelo Centro Meteorológico Regional Especializado em Honolulu, Havaí, que é controlado pelo Centro de Furacões do Pacífico Central. Em média, 15,3 tempestades tropicais dotadas de nome se formam durante a temporada, sendo que 8,8 delas se tornam furacões e, destas, 4,2 se tornam furacões "maiores".
Abaixo se segue uma lista de temporadas de furacões no Pacífico:

## 1949 a 2000
A coleta de dados dos sistemas tropicais no Atlântico começou em 1949, embora haja registros anteriores. No entanto, os registros mais confiáveis datam somente após 1961, quando começou a era dos satélites meteorológicos; antes disso, um sistema tropical somente era detectado se atingisse um navio ou uma área povoada.
| 1949 1950 1951 1952 1953 1954 1955 1956 1957 1958 1959 1960 | 1961 1962 1963 1964 1965 1966 1967 1968 1969 1970 | 1971 1972 1973 1974 1975 1976 1977 1978 1979 1980 | 1981 1982 1983 1984 1985 1986 1987 1988 1989 1990 | 1991 1992 1993 1994 1995 1996 1997 1998 1999 2000 |

## Após 2000
- 2001
- 2002
- 2003
- 2004
- 2005
- 2006
- 2007
- 2008
- 2009